# José de Santiago Varela
José Alberto de Santiago Varela (Ciudad Juárez, Chihuahua, 28 de noviembre de 1986) es un futbolista mexicano y se desempeña como delantero. Sus últimos equipos han sido de Guatemala. Actualmente juega en el Deportivo Guastatoya de Guatemala.

## Historia
Empezó jugando en el Real Magari CF de la Tercera División de México. En ese entonces fue llamado por la Selección de fútbol sub-17 de México en el 2003 para jugar la Copa Mundial de Fútbol Sub-17 de 2003 portando el dorsal número 18, en el cual fueron eliminados por la Selección de Fútbol de Argentina en los octavos de final con el marcador de 2-0, entrando de cambio en el minuto 55'. Después el Tigres UANL decidió ficharlo y llevarlo a su filial Sub-19 en la temporada 2003/2004, en el cual era destacado por su habilidad para jugar fútbol. Ha pasado por los clubes: Real Magari CF (Tercera División), Tigres Sub-19 (filial), Tigres UANL, Club de Fútbol Indios, Tiburones Rojos de Veracruz, Guerreros de Tabasco, Club de Fútbol Indios, Dorados de Sinaloa

## Trayectoria
Su trayectoria empezó en el 2002 con el Real Magari CF de Ciudad Juárez en la Tercera División de México, cabe destacar que después de haber sido llamado para el Mundial de Fútbol Sub-17 en el 2003, el Tigres UANL decide ficharlo y llevarlo a su filial Tigres Sub-19 de la Segunda División de México y tuvo una gran actuación en el equipo de creció rápidamente y fue ascendido al primer equipo en la Primera División de México en el Apertura 2004. Tiempo después regreso a su ciudad natal, para jugar con el Club de Fútbol Indios en el cual tubo gran desempeño. En la temporada 2011/2012 fue comprado por el Deportivo Coatepeque de la Primera División de Guatemala. Después de ser agente libre por lo que resto del 2012 al inicio del año 2013 fue fichado por el Deportivo Guastatoya en Guatemala. Fue seleccionado nacional en el 2003.

## Clubes y estadísticas
| Club                        | País      | Temporada |
| --------------------------- | --------- | --------- |
| Real Magari CF              | México    | 2002-2003 |
| Tigres UANL U19             | México    | 2003-2005 |
| Tigres UANL                 | México    | 2006      |
| Club de Fútbol Indios       | México    | 2006-2007 |
| Tiburones Rojos de Veracruz | México    | 2007      |
| Guerreros de Tabasco        | México    | 2007-2009 |
| Club de Fútbol Indios       | México    | 2009-2010 |
| Dorados de Sinaloa          | México    | 2010-2011 |
| Deportivo Coatepeque        | Guatemala | 2011-2012 |
| Deportivo Guastatoya        | Guatemala | 2013-2014 |
| Deportivo Zacapa            | Guatemala | 2014-2015 |
| Deportivo Sanarate F.C.     | Guatemala | 2015-2016 |
| Deportivo Quirigua          | Guatemala | 2016      |
| Deportivo Zacapa            | Guatemala | 2016      |